# Eupithecia sergiana
Eupithecia sergiana är en fjärilsart som beskrevs av Vardikyan 1972. Eupithecia sergiana ingår i släktet Eupithecia och familjen mätare. Inga underarter finns listade i Catalogue of Life.